# Cosmetira pilosella
Cosmetira pilosella är en nässeldjursart som beskrevs av Forbes 1848. Cosmetira pilosella ingår i släktet Cosmetira och familjen Mitrocomidae. Det är osäkert om arten förekommer i Sverige. Inga underarter finns listade i Catalogue of Life.